# 파란만장
"파란만장"(Paranmanjang, Night Fishing)은 한국에서 제작된 박찬경 감독의 2010년 판타지 영화이다. 이정현 등이 주연으로 출연하였고 박찬욱 등이 제작에 참여하였다.

## 출연

### 주연
- 이정현
- 오광록

### 조연
- 이용녀
- 김환희

## 기타
- 총괄프로듀서: 진원석
- 프로듀서: 정원조
- 제작부장: 정한선
- 제작부: 이병현, 강한글
- 제작지원: 모일영
- 라인프로듀서: 박경서
- 촬영부: 강지량, 양현석
- 조명: 최종하